# Фабио Ару
Фабио Ару (итал. Fabio Aru; Сан Гавино Монреале, 3. јул 1990) бивши је италијански професионални бициклиста у периоду од 2012. до 2021. године. Освојио је Вуелта а Еспању 2015, док је исте године завршио на другом мјесту на Ђиро д’Италији, уз освојену класификацију за најбољег младог возача.
Професионалну каријеру почео је 2012. у Астани, а прве сезоне је освојио трку Ђиро дела вале д’Аоста, док је 2013. дебитовао на гранд тур тркама,возећи Ђиро. Године 2014, завршио је Ђиро на трећем мјесту, иза Колумбијаца — Наира Кинтане и Ригоберта Урана, уз једну етапну побједу, након чега је Вуелта а Еспању завршио на петом мјесту, уз двије етапне побједе. Године 2015. завршио је Ђиро на другом мјесту, иза Алберта Контадора, уз освојену класификацију за најбољег младог возача и двије етапне, након чега је освојио Вуелту, 57 секунди испред Хоакима Родригеза. Године 2016, дебитовао је на Тур де Франсу, који је завршио на 13 мјесту, док је 2017. освојио национално првенство Италије у друмској вожњи, након чега је Тур де Франс завршио на петом мјесту, уз једну етапну побједу, док је носио жуту мајицу на двије етапе.
Године 2018, прешао је у УАЕ тим Емирејтс,гдје је провео три године; није остварио ниједну побједу, а завршио је Тур де Франс 2019. на 14 мјесту. На Тур де Франсу 2020, напустио је трку током девете етапе, након 40 km. Године 2021. прешао је у Кубека асос, а након Вуелта а Еспање завршио је каријеру.

## Каријера

### Почетак каријере
Каријеру је почео са 18 година, у рангу бициклиста до 23 године, у тиму Палацаго. Већ прве сезоне остварио је победу, освојио је јуниорсу трку Трофео Феличе Бертулу. Први значајници резултат 2009. било му је треће место на трци Басано—Монте Грапа. 2010. је завршио четврти на трци Ђиро дела Вале, а освојио је друго место на трци Трофеј Ђанфранко Бјанкин. 2011. освојио је друго место на националном првенству за возаче до 23 године, остао је иза Матеа Трентина. Други је завршио и на трци Тоскана копа деле национи, док је Бејби Ђиро (јуниорску верзију трке Ђиро д’Италија) завршио на четвртом месту. Прву победу остварио је у јулу, освојио је трку Басано—Монте Грапа. Са победама је наставио на трци Ђиро дела Вале, коју је освојио уз две етапне победе. У финишу сезоне освојио је трке Трофео Салваторе Моручи и Меморијал Томас Казарато.

### 2012—2013.
2012. године завршио је трећи на трци Пикола Санремо, а прву победу у сезони остварио је у априлу, освојио је трку Тоскана копа деле национи. У јулу је освојио Ђиро дела Вале по други пут, а у августу је прешао у казахстански професионални бициклистички тим Астана. Прва трка за нови тим била му је USA про челенџ, где је показао форму на другој етапи завршивши други, 20 секунди иза Рорија Сутерлана. Сезону је завршио 19 местом на трци Ђиро дел’Емилија трци.
2013. је почео у Аргентини, на трци Тур де Сан Луис, где му је најољи резултат било седмо место на шестој етапи. На Ђиро дел Трентину је завршио четврти и освојио је класификацију за најбољег младог возача. Након тога, возио је свој први гранд тур, Ђиро д’Италију, као подршка Винченцу Нибалију. Ару је радио за Нибалија током целог Ђира, а на етапи 20 је показао снагу. Ару је изузетно тешку брдску етапу, вожену по снегу, завршио на петом месту. Нибали је освојио Ђиро, а Ару је завршио на 42 месту, док је у класификацији за најбољег младог возача завршио шести. Након Ђира, возио је трку у Аустрији, Ронде ван Остернијк, где је завршио на осмом месту.

### 2014.
2014. је завршио на 21 месту трку Волта сиклиста а Каталуња, док је Ђиро дел Трентино завршио на седмом месту. На Ђиро д’Италији дошао је опет као помоћник, овога пута бившем шампиону, Микелеу Скарпонију. На осмој етапи ситуација се променила, Ару је завршио девети, 17 секунди иза победника, што му је донело пето место у генералном пласману, док је Скарпони изгубио преко девет минута и од тог тренутка Ару је био нови лидер. На хронометру на етапи 12, Ару је изгубио скоро три минута од Ригоберта Урана и пао је на седмо место у генералном пласману. На етапи 15, Ару је дошао до највеће победе у каријери. На три километра до циља, Ару је напао из групе фаворита, лидер Ђира Ригоберто Уран је једини успео да га прати. Ару и Уран су на 2,2 km до циља стигли до возача који су били у бегу цео дан, Ару је опет напао и овога пута нико није могао да оде са њим. Након победе, Ару је дошао до четвртог места у генералном пласману, два и по минута иза Урана. "Веома сам срећан и једва да могу да поверујем у ово" рекао је Ару након победе "Морам да захвалим тиму, који је остао близу мене цео дан. Моји сувозачи су били изузетни. Стварно сам срећан, али нећу ићи испред себе. И даље имам много да научим и од сутра, све ће бити исти као што је и било". На контроверзној етапи 16, Ару је завршио шести, три минута иза Наира Кинтане, који је преузео вођство, док је Ару пао на шесто место. На етапи 18, Ару је завршио девети, три секунде испред Кинтане и Урана. На брдском хронометру на етапи 19, Ару је возио изванредно, завршио је други, 17 секунди иза Кинтане и попео се на треће место у генералном пласману. На етапи 20, Ару је изгубио још 15 секунди од Кинтане и Урана, али је задржао предност испред Рафала Мајке и мирно је дочекао задњу етапу у Милану. На задњој етапи није било борбе за генерални пласман и Ару је освојио треће место, подијум на свом другом наступу.
На Вуелта а Еспању Ару је дошао као лидер тима Астана. Знаци добре форме видели су се на четвртој етапи када је у групном спринту завршио десети. На шестој, првој брдској етапи, Ару је завршио шести и већ је имао 58 секунди заостатка иза лидера Алехандра Валвердеа. На етапи 11, Ару је забележио прву победу на Вуелти, а другу на гранд тур тркама. На 1,8 km до циља, Ару је напао, али је Алберто Контадор неутрализовао његов напад. Ару је напао опет, остали нису реаговали одмах и победио је са шест секунди испред Валвердеа. На етапи 18, Ару је забележио другу победу на Вуелти. На 3,8 km до циља, Ару је напао, Крис Фрум га је стигао на 2,5 km до циља, њих двојица су радили заједно и Ару је победио у спринту. На хронометру на задњој етапи, Ару је завршио на 104 месту, али је имао велику предност и сачувао је позицију и завршио је Вуелту на петом месту.
Након Вуелте, Ару се вратио у Италију, где је завршио четврти на класику Милано—Торино и девети на Ђиро ди Ломбардији.

### 2015.
2015. завршио је шести на Вуелта Каталонији, у мају је пропустио Ђиро дел Трентино због стомачног вируса, а Грег Хендерсон га је оптужио да се допингује. Ару је обећао да ће да га тужи док се спремао за Ђиро. На Ђиро д’Италији Ару је био лидер тима. Ђиро није почео добро по њега јер је већ на првој етапи, екипном хронометру изгубио време од Алберта Контадора. На петој етапи је виђена прва борба за генерални пласман. Ару, Контадор и Ричи Порт су дистанцирали остале ривале, али нису радили заједно, нападали су покушавајући да се дистанцирају, ипак све тројица су завршили са истим временом, што је донело Контадору розе мајицу, Ару је био две секунде иза. Нова борба виђена је на осмој етапи, сувозачи Микел Ланда и Ару су покушавали да дистанцирају повређеног Контадора, који је доживео пад на шестој етапи али нису успели, Ару је завршио четврти, са истим временом као и Контадор. На деветој етапи, Ару је узео секунду Контадору и тако је разлика између њих смањена на само једну секунду пред дан одмора. На етапи 13, равној етапи, Ару је неочекивано преузео розе мајицу. Алберто Контадор је пао на нешто више од три километра до циља и Ару је преузео вођство 19 секунди испред Шпанца. Ипак, Ару је мајицу изгубио већ на наредној етапи, када је на хронометру изгубио скоро три минута од Контадора. На етапи 16, Контадор је доживео дефект на бициклу, тимови Астана и Каћуша су искористили то да се дистанцирају. Ару и Ланда су затим успешно напали, имали су више од минут предности, док је Контадор соло јурио и престизао возаче на друму. Контадор је успео да се врати до њих и одмах је напао, Ару није имао снаге и отпао је, изгубио је 2'50" и пао је на треће место, иза Ланде. На етапи 18, Ару је опет био у проблемима и изгубио је још минут. На етапи 19, Ару је заблистао, јаком вожњом на задњем успону, дистанцирао је све, Контадор је имао лош дан и Ару је вратио минут, остваривши прву победу у 2015. години. На етапи 20, Микел Ланда је био у нападу током већег дела трке, Контадор је није имао снаге да прати групу у којој је био Ару и из тима Астана су наредили Ланди да чека Аруа, да би му помогао да узме што више времена Контадору, не дозволивши му да настави и покуша сам да узме четири минута Контадору. Ланда је радио за Аруа, који је у финишу напао и освојио другу етапу заредом испред Рајдера Хеседала. Ару је завршио два и по минута испред Контадора, али није узео довољно за розе мајицу. Задњу етапу у Милану возили су без борбе, Ару је завршио други, уз освојену класификацију за најбољег младог возача.
Након Ђира, возио је Тур Пољске, где је завршио на петом месту. Тим Астана је на Вуелта а Еспању дошла са три лидера, поред Аруа ту су били Микел Ланда и Винченцо Нибали. Први оршај за генерални пласман виђен је већ на другој етапи, Ару је завршио десети, 37 секунди иза Естебана Чавеза, док је Винченцо Нибали дисквалификован јер је користио помоћ аутомобила. На седмој етапи, Ару је нападом у финишу задњег успона узео осам секунди ривалима, док је Крис Фрум заостао више од пола минута. На деветој етапи, након неколико напада у финишу, одвојили су се Фрум, Хоаким Родригез и Том Думулан. Ару није могао да их прати и завршио је четврти, 16 секунди иза. На етапи 11 још једном се видела сјајна тактика тима Астана, Ланда је био у бегу и остварио је етапну победу, док је Ару на задњем успону дистанцирао све ривале, завршио други на етапи и преузео црвену мајицу. Након етапе 15, Ару је имао само секунду предности испред Родригеза, а на етапи 16, Родригез је преузео мајицу секунду испред Аруа. На хронометру на етапи 17, Думулан је супериорно победио и преузео је мајицу три секунде испред Аруа. На наредним етапама, Думулан је увећао своју предност, али је посустао на задњем степенику, на етапи 20, где је Астана још једном вукла јако, Думулан је остао без сувозача и брзо је отпао, до краја је покушавао да лимитира губитке, али је пао на пето место, Ару је преузео црвену мајицу. Задња етапа у Мадриду је била спринтерска, без борби за генерални пласман и Ару је дошао до највеће победе, освојио је Вуелту.
Након Вуелте, Ару је завршио трећи на класику Милано—Торино, други на меморијалу Кивилев, у Алматију и други на Туру Абу Дабија. Сезону је завршио на петом месту у UCI ворлд тур рангирању.

### 2016.
2016. је почео на трци Вуелта сиклиста комунидад Валенсијана, где је завршио шести. На трци Волта а Алгарве, у Португалу, завршио је девети, док је трку Волта а Каталуња завршио на 14 месту. На трци Вуелта ал Паис Васко (Трка Баскијске земље), доживео је повреду због које је напустио трку на задњој етапи. На Амстел голд рејсу осетио је опет бол, због којег је одлучио да пропусти друга два Арденска класика, Лијеж—Бастоњ—Лијеж и Флеш Валон. Након успеха на претходне сезоне, Ару је одлучио да пропусти Ђиро д’Италију, како би се припремио за Тур де Франс. У склопу припрема за Тур, возио је Критеријум ди Дофине, где није био конкурентан у генералном пласману, али је победио на трећој етапи.
На Тур де Франсу, Ару је био далеко од жељене форме, није био конкурентан за победу, али је покушавао да се домогне подијума. Најбољи резултат му је било треће место на хронометру на етапи 18. На етапи 20, поред тога што је Астана већи део етапе провела на врху, Ару је отпао и испао је из првих 10. Тур де Франс је завршио на 13 месту.
Ару је уз Винченца Нибалија био лидер Италије на Олимпијским играма у Рио де Женеиру. Нибали је био у нападу са Монтојом и Мајком, док је Ару био у групи позади. Нибали је доживео пад због кога није могао да заврши трку, док се на челу издвојила тројка која је одлучивала о медаљама, док су у групи иза спринтали за остале позиције, Ару је завршио шести, док је златну медаљу освојио Грег ван Авермат.
Ару је пропустио и Вуелта а Еспању, а у наставку сезоне је завршио на 19 месту трку Гран при сајклисте де Квебек, четврти на Ђиро дела Тоскана трци, шести на Милано—Торину и 11 на Ђиро ди Ломбардији.
Ару је у новембру одлучио да ће 2017. возити Ђиро д’Италију и Вуелта а Еспању, након неуспеха на Тур де Франсу 2016. У децембру, Астана је објавила да је Ару њихов први возач, након што је Нибали прешао у тим Бахрејн.